# Стокгольм
Стокго́льм (швед. Stockholmо файле [stɔkːhɔlm]) — столица и крупнейший город Швеции. Расположен на протоках, соединяющих озеро Меларен с Балтийским морем. В черте города — 14 островов.
С XIII столетия является крупнейшим экономическим центром страны. Население — 984 748 жителей (2022) (9 % населения страны). В пригородной зоне живёт 1 981 330 человек (данные за 2022 год) — это самая густонаселённая территория Швеции. Население стокгольмской агломерации составляет 2 440 027 человек (также данные 2022 года).
В городе находится главная резиденция шведского короля, заседают шведское правительство и риксдаг. Позиционируют как «столицу Скандинавии».

## Этимология
Согласно одной версии, название «Стокгольм» (от stock — «бревно» и holme — «остров») город получил, когда население города Бирка решило найти место для нового поселения отправив бревно с золотом по озеру Меларен, которое прибилось к острову, где город и был основан. По другой версии, название происходит от stack — «залив», то есть «остров в заливе».

## История

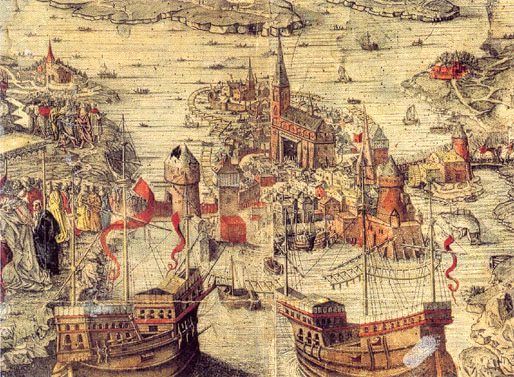
Кровавая баня, 1520 год

В сагах место, где расположен Стокгольм, упомянуто как Агнафит — поселение, названное в честь короля Агне. Согласно хронике францисканского монастыря в Висбю (середина XIV века), после сожжения Сигтуны в 1187 году на месте рыбацкой деревушки начали строить укреплённый пункт. Первые постройки возникли на острове Стадсхольмене. Первое упоминание о Стокгольме как о городе относится к 1252 году. Считают, что город был основан Биргером.
Благодаря своему удачному географическому положению он быстро приобрёл влияние как торговый город. В XIV—XV веках немцы составляли четвёртую часть его населения и половину магистрата. Только после 1471 года шведам удалось вернуть себе ключевые позиции в управлении городом.
Здесь в конце XV века национальный герой Швеции Стен Стуре Старший поднял крупное антидатское восстание, призывая Швецию к независимости от Дании. 8 ноября 1520 года король Дании приказал казнить всех зачинщиков шведского восстания. Эти события стали национальной трагедией Швеции и были названы Стокгольмская кровавая баня.
В XVII веке Стокгольм всё больше рос и развивался гораздо быстрее других городов, так как с 1634 года официально стал столицей шведского королевства (до этого резиденцией короля являлась Уппсала).

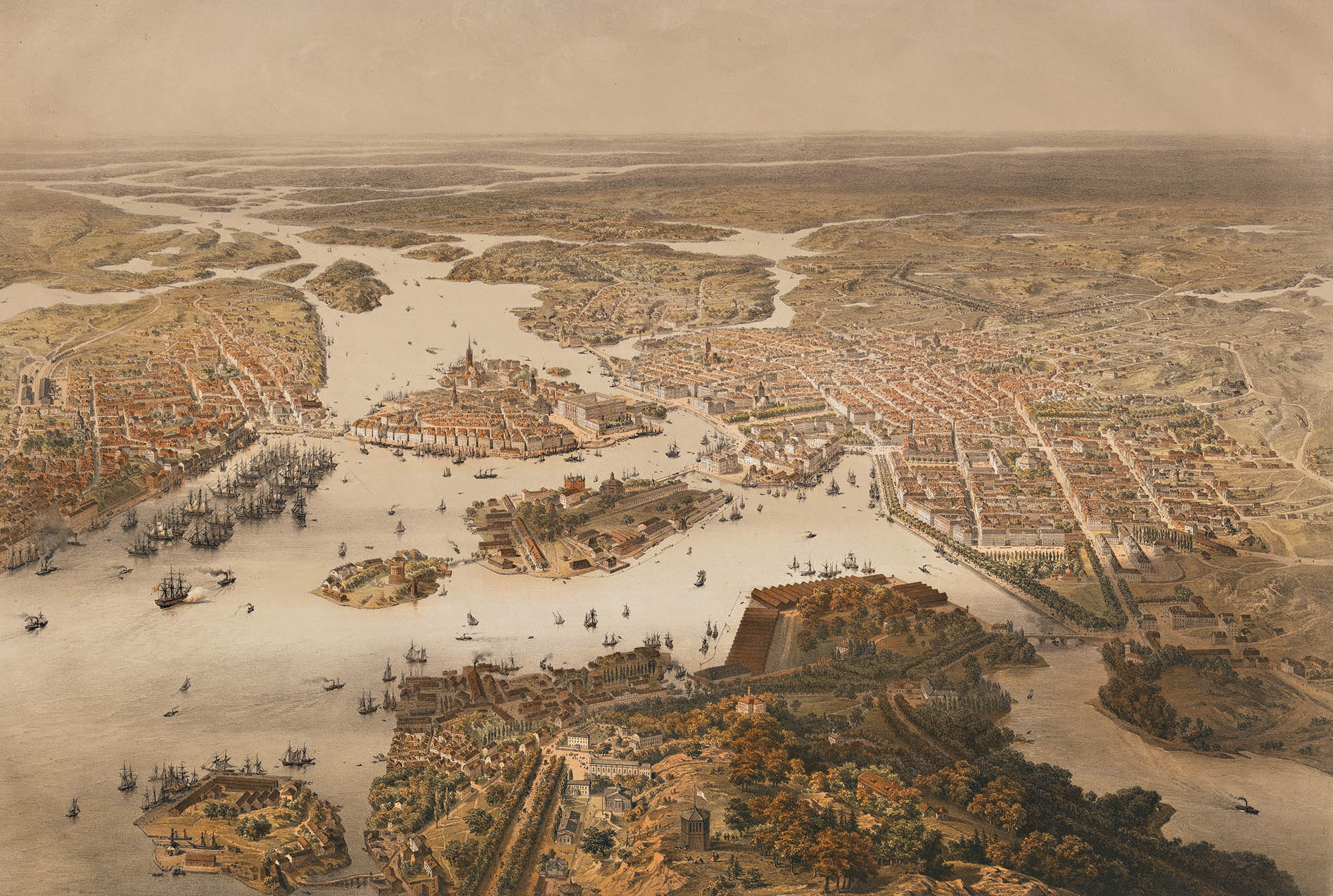
Вид на Стокгольм, гравюра 1868 года

В начале XVIII века (1713—1714) он пострадал от эпидемии чумы. Во время войны с Россией в 1721 году серьёзно пострадали северные районы города, а развитие приостановилось. Здания XVIII века — одни из самых древних зданий современного Стокгольма. Значительная часть старой застройки предместий, располагающихся к северу от Старого города, была уничтожена пожаром 1751 года.

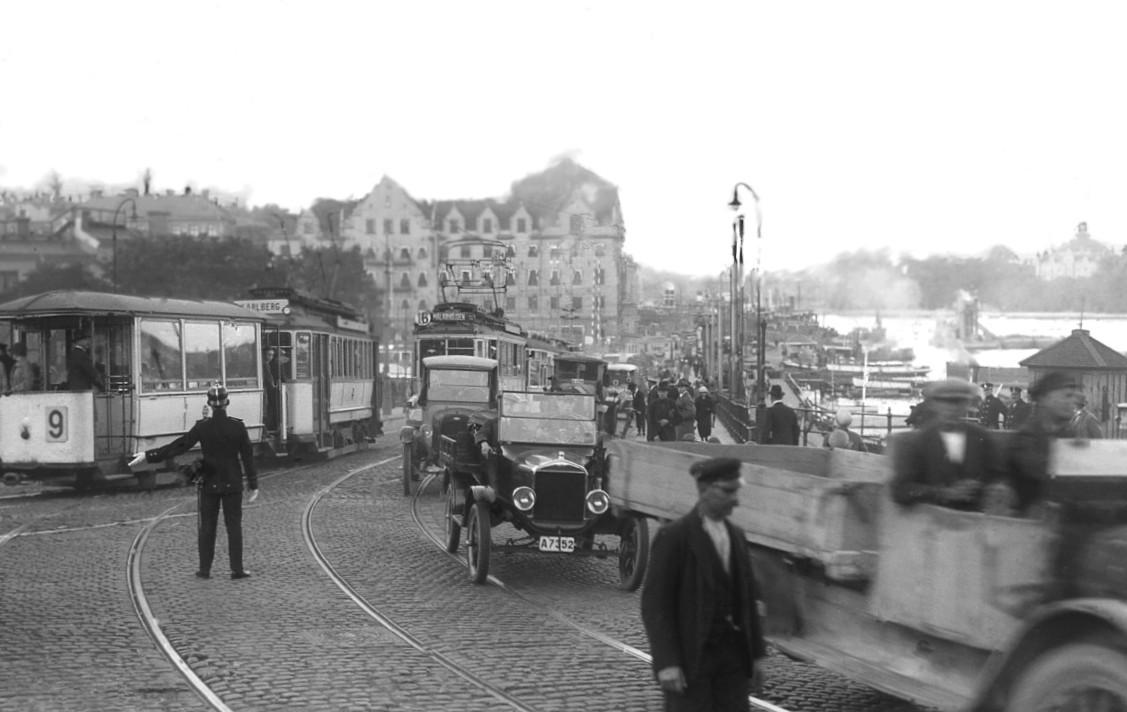
Транспортные заторы в 1925 году

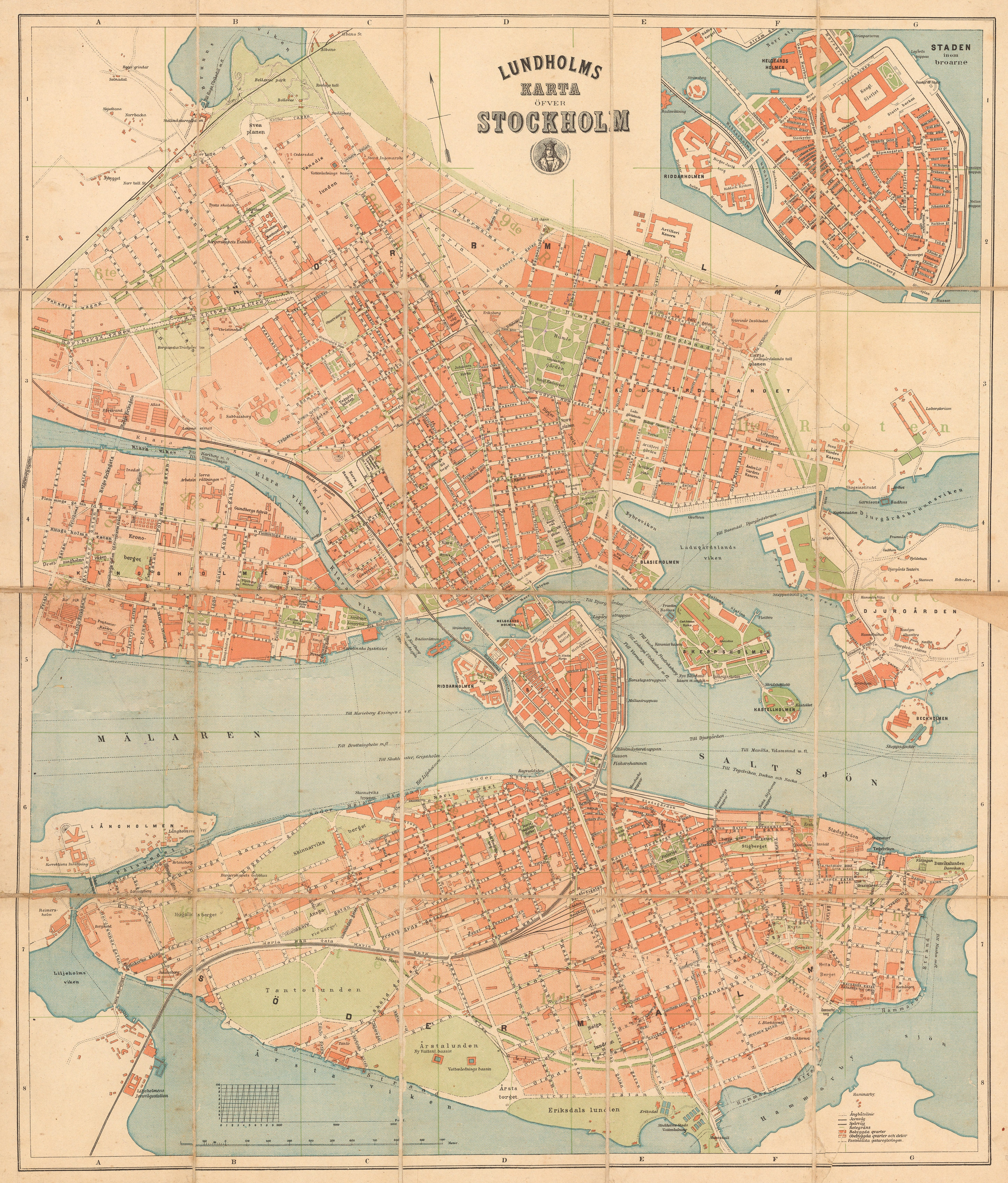
Детальный план Стокгольма, 1897 г.

В первой половине XIX века значение города упало. Во второй половине XIX века он восстановил свою экономику и возобновил рост. Появление новых видов производства превратило его в крупный центр торговли и услуг.
C 1901 года в Стокгольме заседает Нобелевский комитет, ежегодно проводятся церемонии награждения Нобелевских лауреатов.
В 1912 году здесь прошли летние Олимпийские игры, а в 1956 году — конные соревнования летних Олимпийских игр.
В честь Стокгольма назван астероид (378) Гольмия, открытый в 1893 году.
Каждый день в полдень возле королевского дворца проходит красочная церемония смены караула.

## Климат
Климат Стокгольма влажный морской (Cfb по классификации Кёппена — Гейгера) и влажный континентальный с теплым летом (Dfb). Зимы здесь гораздо теплее и мягче, чем в лежащих на более низких широтах Москве, Самаре, Уфе, Минске, Харькове и других городах Восточной Европы. Это объясняется сильным влиянием Гольфстрима. Лето в городе прохладное, температура очень редко превышает 25 °C.
| Показатель                                            | Янв.  | Фев.  | Март | Апр.  | Май  | Июнь | Июль | Авг. | Сен. | Окт. | Нояб. | Дек. | Год   |
| ----------------------------------------------------- | ----- | ----- | ---- | ----- | ---- | ---- | ---- | ---- | ---- | ---- | ----- | ---- | ----- |
| Абсолютный максимум, °C                               | 11,0  | 12,2  | 17,8 | 26,1  | 29,0 | 32,2 | 34,6 | 35,4 | 27,9 | 20,2 | 14,0  | 12,7 | 35,4  |
| Средний суточный максимум, °C                         | 1,0   | 1,2   | 4,7  | 10,7  | 16,5 | 20,8 | 23,6 | 22,1 | 16,6 | 10,1 | 5,4   | 2,5  | 11,3  |
| Средняя температура, °C                               | −1    | −1    | 1,6  | 6,3   | 11,4 | 15,7 | 18,7 | 17,7 | 13,1 | 7,7  | 3,6   | 0,6  | 7,9   |
| Средний суточный минимум, °C                          | −2,9  | −3,2  | −1,1 | 2,6   | 7,1  | 11,6 | 14,8 | 14,2 | 10,2 | 5,5  | 1,9   | −1,2 | 5,0   |
| Абсолютный минимум, °C                                | −28,2 | −25,5 | −22  | −11,5 | −4,5 | 1,0  | 6,0  | 4,8  | −1,5 | −9   | −17   | −21  | −28,2 |
| Норма осадков, мм                                     | 37    | 29    | 27   | 29    | 34   | 62   | 62   | 66   | 53   | 51   | 48    | 48   | 546   |
| Источник: Шведский институт гидрологии и метеорологии |       |       |      |       |      |      |      |      |      |      |       |      |       |

## Административное деление

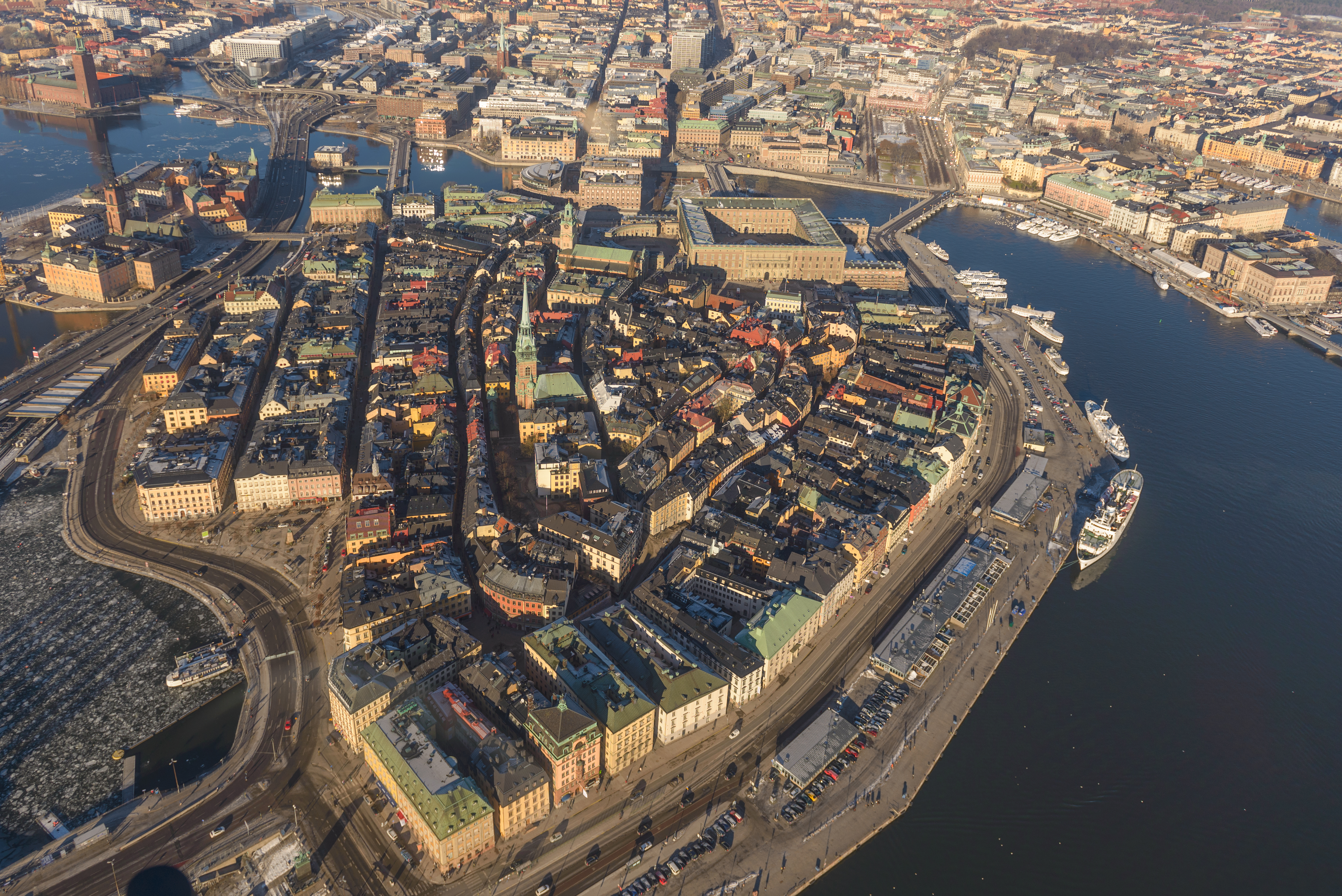
Стадсхолмен

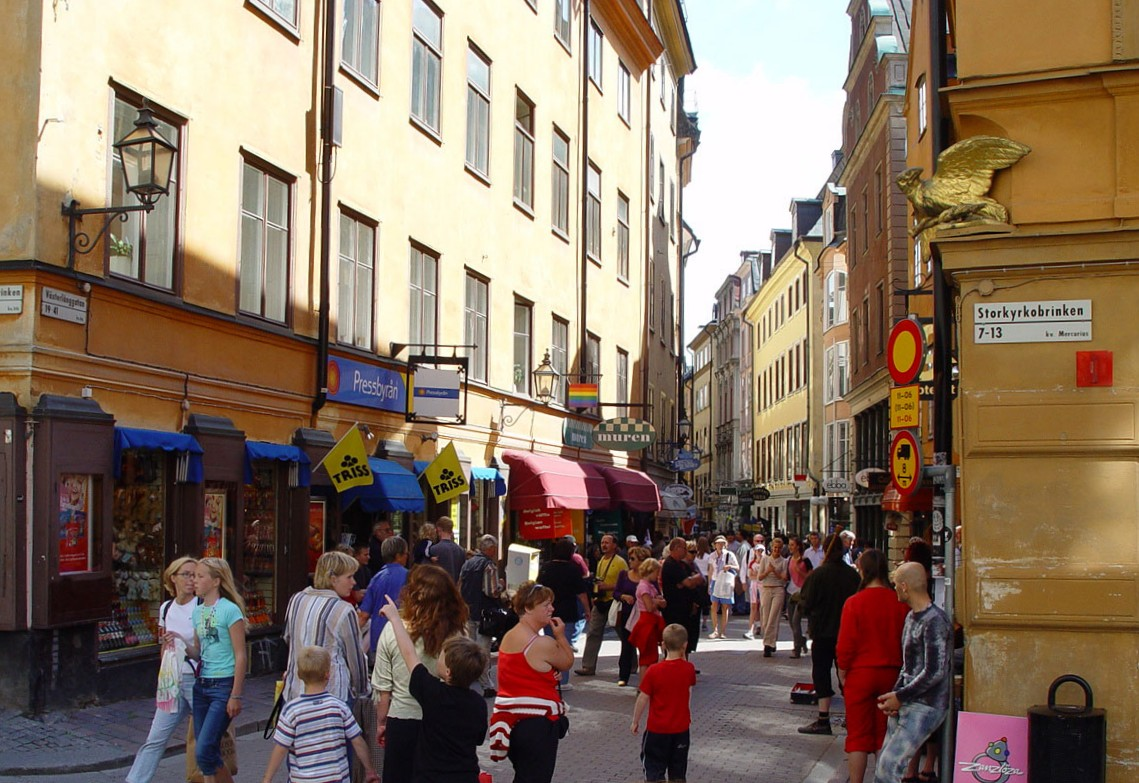
Улица Вэстерлонггатан

Географические рамки города Стокгольм менялись со временем. В начале XIX столетия он официально состоял из тех районов, которые сегодня называются центром города, что составляет примерно 35 км² или 1/5 нынешней площади города. В последующие десятилетия в него вошли другие регионы, например, Брэннчюрка (швед. Brännkyrka), которая тогда насчитывала 25 000 жителей, присоединена в 1913 году, а Спонга (швед. Spånga) в 1949 году. Первые чёткие границы города появились в 1971 году, с присоединением района Ханста (швед. Hansta). В 1982 году к городу присоединился ещё один сателлит — Соллентуна, с тех пор официально границы города не менялись.
Стокгольм делится на 12 районов. Историческим центром города является остров Стадсхолмен, где находится старый город (Gamla Stan). Долгое время именно он назывался Стокгольмом, но затем город расширился за счет соседних поселений.
В 2000 году Большой Стокгольм делился на 11 муниципалитетов (собственно Стокгольм — 750 000 жителей; Худдинге — 94 209; Ерфелла — 60 254; Сольна — 56 605; Соллетуна — 53 715; Ботчюрка — 48 268; Ханинге — 40 151; Тюресё 36 483; Сундбюберг — 33 868; Накка — 25 170; Дандерюд — 24 600) и всего насчитывала около 1 200 000 жителей. Стокгольмская агломерация состоит из 26 муниципальных образований, население которых составляет 2 352 549 человек.

## Население
В Стокгольмском регионе проживает 20 % шведских граждан, он обеспечивает до 30 % ВВП Швеции.
Население Стокгольма с 1750 года до наших дней
| Год  | Стокгольм | Швеция    | % Стокгольма в населении страны |
| ---- | --------- | --------- | ------------------------------- |
| 1750 | 60 018    | 1 780 678 | 3,4                             |
| 1800 | 75 517    | 2 347 303 | 3,2                             |
| 1850 | 93 070    | 3 482 541 | 2,7                             |
| 1900 | 300 624   | 5 136 441 | 5,9                             |
| 1910 | 342 323   | 5 522 403 | 6,2                             |
| 1920 | 419 440   | 5 904 489 | 7,1                             |
| 1930 | 502 213   | 6 142 191 | 8,2                             |
| 1940 | 590 503   | 6 371 432 | 9,3                             |
| 1950 | 744 143   | 7 041 829 | 10,6                            |
| 1960 | 808 294   | 7 500 161 | 10,8                            |
| 1970 | 740 486   | 8 091 782 | 9,2                             |
| 1980 | 647 214   | 8 317 937 | 7,8                             |
| 1985 | 659 030   | 8 358 139 | 7,9                             |
| 1990 | 674 452   | 8 590 630 | 7,9                             |
| 1995 | 711 119   | 8 837 496 | 8,0                             |
| 2000 | 750 348   | 8 882 792 | 8,4                             |
| 2005 | 771 038   | 9 047 752 | 8,5                             |
| 2007 | 788 269   | 9 127 058 | 8,6                             |

## Экономика

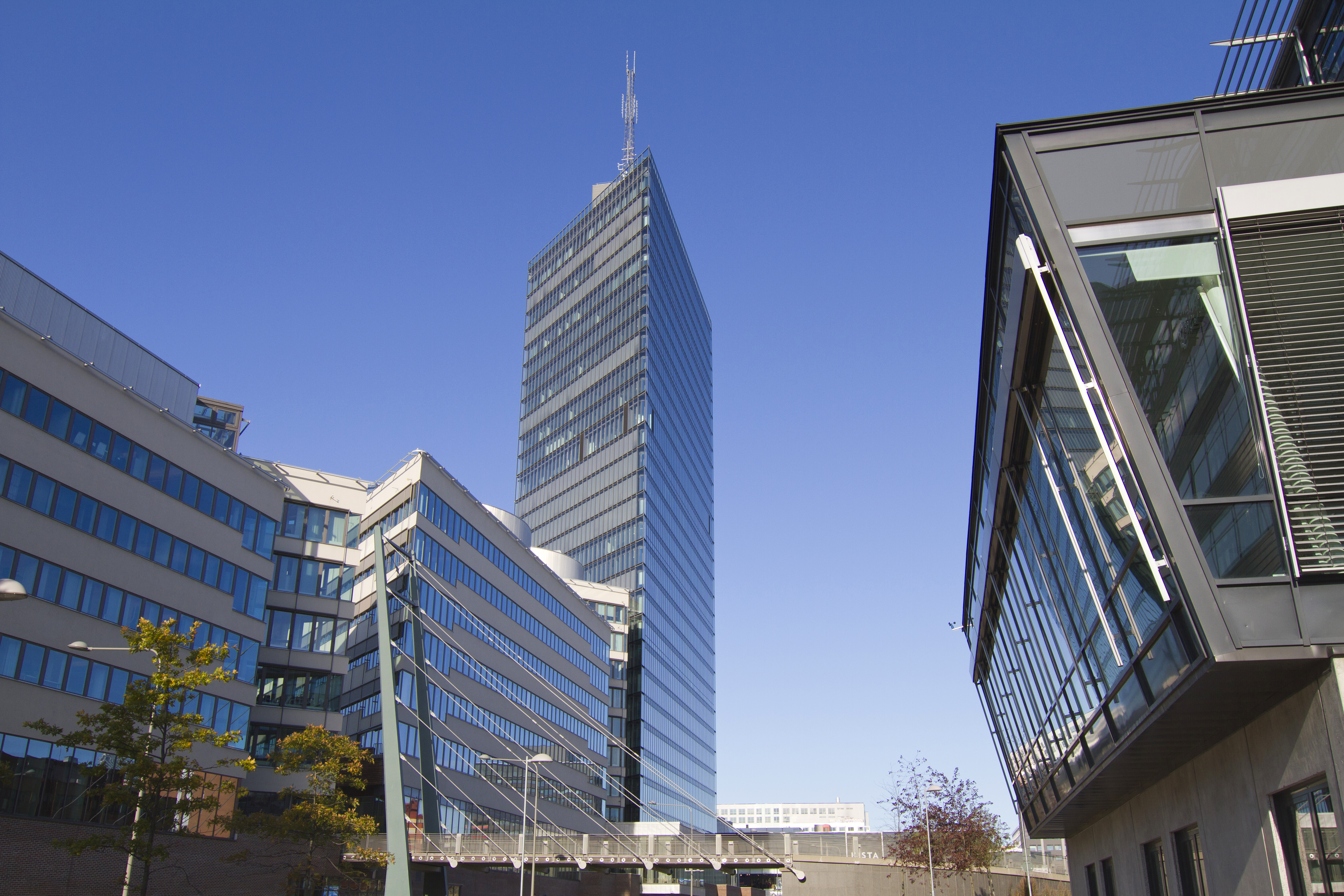
Район Чиста — территория высоких технологий

Большинство жителей работает в сфере услуг, что составляет 85 % рабочих мест в городе. Отсутствие тяжёлой индустрии делает Стокгольм одним из самых чистых городов мира.
За последнее десятилетие было создано огромное количество вакансий в компаниях, которые занимаются разработкой и внедрением новейших технологий. Здесь базируются известные на весь мир компании IBM, Ericsson и Electrolux. На севере города, в районе Чиста, располагается солидный IT-центр. 100 % общественного жилого фонда подключено к высокоскоростному интернету по волоконно-оптической связи.
Стокгольм — крупный финансовый центр. Тут находятся штаб-квартиры крупнейших банков Скандинавии: Swedbank, Handelsbanken, и Skandinaviska Enskilda Banken. Здесь расположены страховые компании Skandia и Trygg-Hansa. Располагается известная Стокгольмская фондовая биржа (Stockholmsbörsen). В целом более 45 % всех шведских компаний расположили в городе свои штаб-квартиры. Крупная компания H&M также базируется в Стокгольме.
За последние 15 лет туризм стал играть ключевую роль в экономике города. В 1991—2004 годах сильно увеличилось число туристов, желающих посетить столицу Швеции. Растёт количество гостиниц и развлекательных заведений для гостей города. Ежегодно Стокгольм посещает около 7,5 млн туристов.
Количество служащих в крупнейших компаниях Стокгольма:
- Ericsson — 8430
- Posten — 4710
- Skandinaviska Enskilda Banken — 4240
- Swedbank — 3610
- Södersjukhuset[англ.] — 3610
- Nordea — 2820
- Handelsbanken — 2800
- IBM Svenska — 2640
- Capgemini — 2500
- Securitas AB — 2360
- Veolia Transport — 2300
- ISS Facility Services — 2000
- Sveriges Television — 1880
- Sodexo — 1580
- Spotify — 1000
- Mojang — 600

## Транспорт

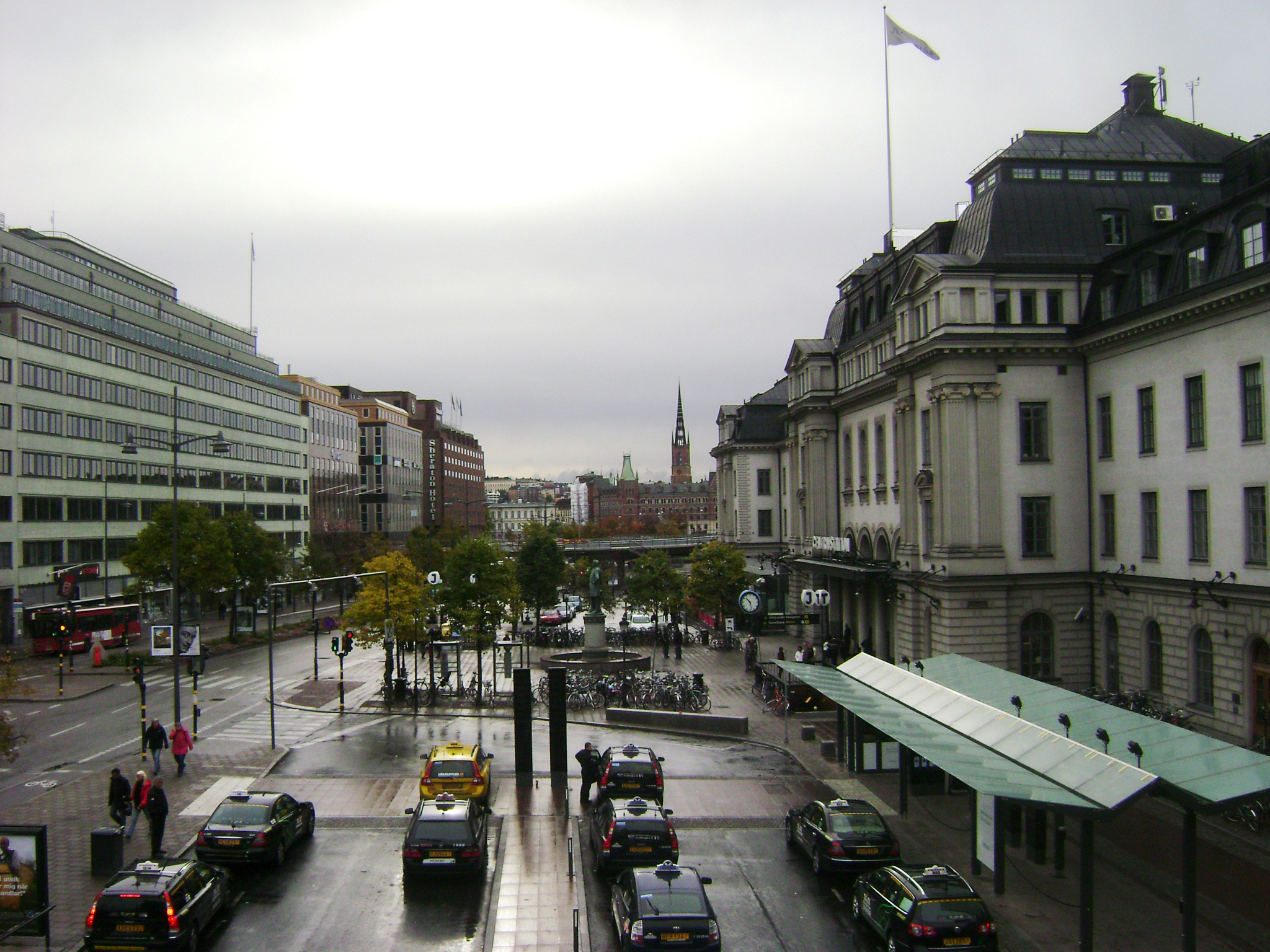
Центральный вокзал Стокгольма

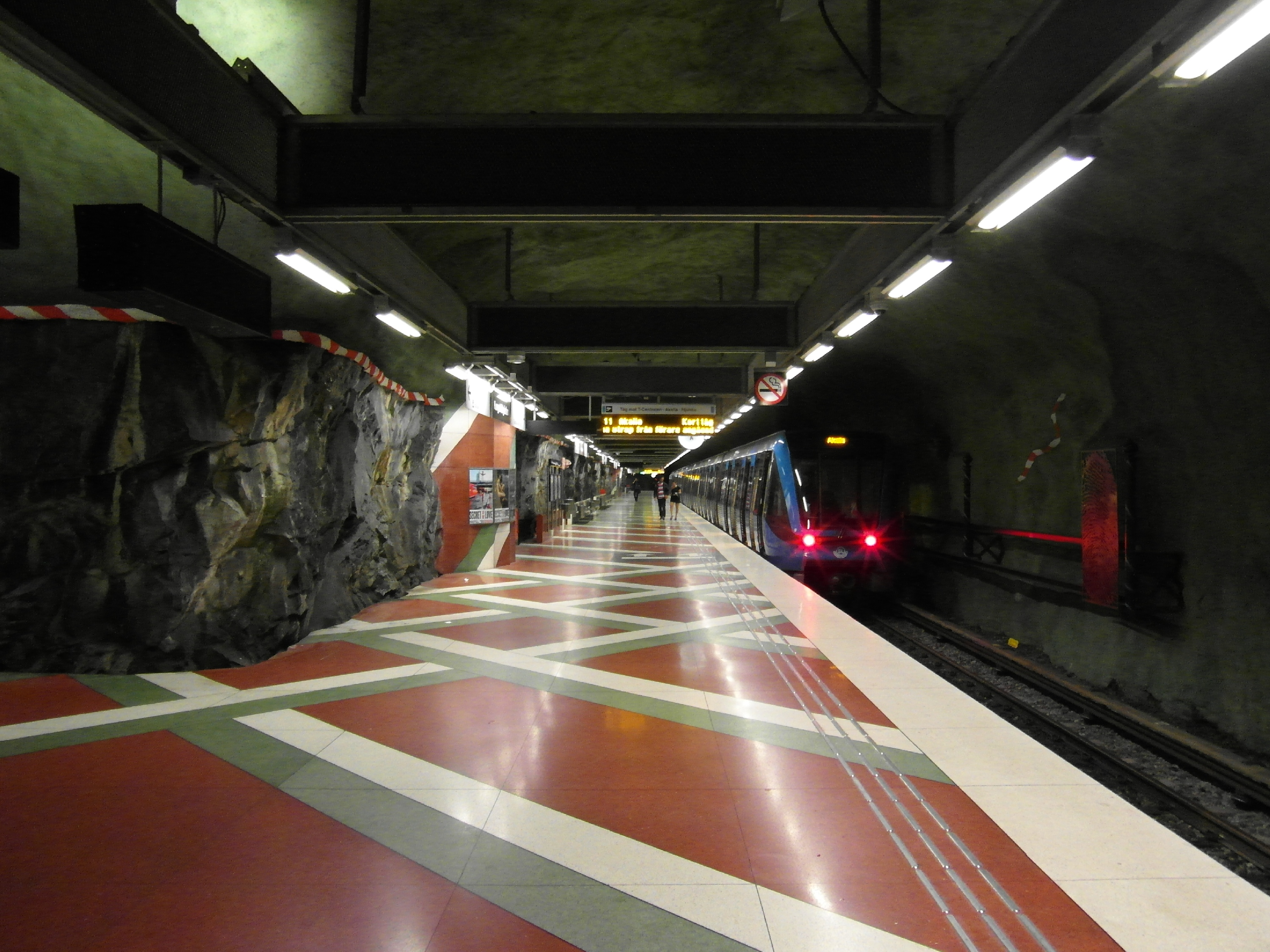
Поезд Стокгольмского метрополитена на станции «Кунгстрэдгордэн»

В городе с 1950 года действует метрополитен, насчитывающий 100 станций на трёх линиях общей протяжённостью 105,7 км.
Есть 4 несвязанные между собой трамвайные линии и три системы пригородного железнодорожного транспорта, одна из которых — узкоколейная (891 мм). Интересно, что все маршруты рельсового транспорта имеют общую нумерацию (7, 12, 21, 22 — трамваи; 10, 11, 13, 14, 17, 18, 19 — метро; 25, 26, 27, 28, 29, 39, 40, 41, 42 — железнодорожные маршруты). Кроме того, действуют автобус и речной транспорт.
В Стокгольме действуют 3 аэропорта. В 42 км к северу от него расположен международный аэропорт Стокгольм-Арланда. Также действуют аэропорт Бромма, который находится в черте города и аэропорт Скавста, расположенный в 95 км южнее города.

## Наука и образование
Первые научные центры и крупные учебные заведения были основаны в Стокгольме в XVIII веке. Здесь проводились как исследования различных учёных, так и обучение разным специальностям, например, астрономии и медицине. Тогда была основана Стокгольмская обсерватория. Медицинское образование сосредоточилось в Каролинском институте. Королевский технологический институт был основан в 1827 году и является крупнейшим технологическим институтом Скандинавии и по сей день. Здесь обучается до 13 000 студентов. Стокгольмский университет был основан в 1878 году, хотя статус полноценного вуза получил лишь в 1960 году. В 2004 году в университете обучалось 35 000 студентов. Созданы были естественнонаучные институты, известнейший из них это Шведский музей естественной истории, и ботанический сад Bergianska trädgården. Стокгольмская школа экономики была создана в 1909 году, это один из немногих частных вузов страны.

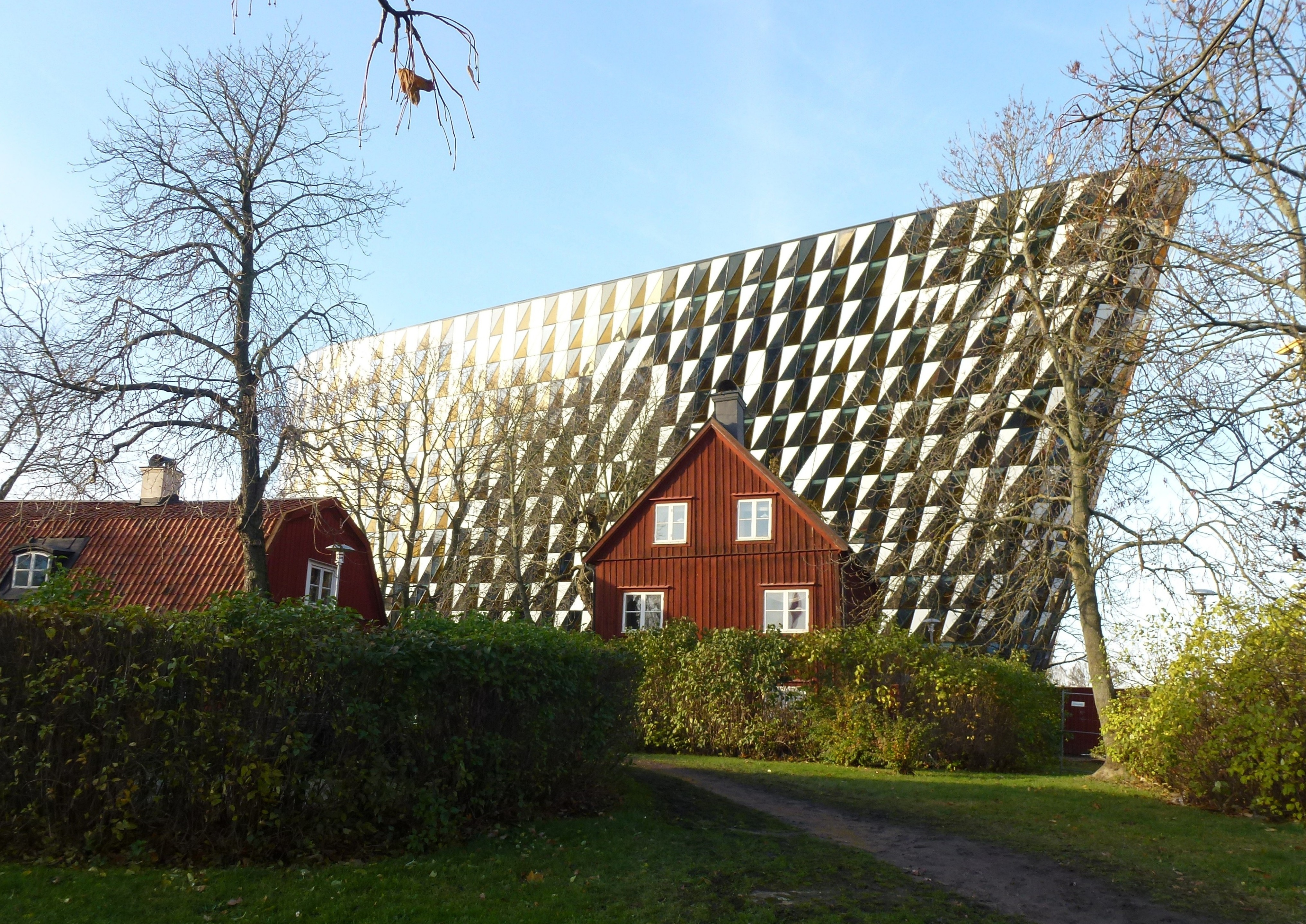
Большая аудитория (аула) в Каролинском институте

В Стокгольме работают Королевская академия свободных искусств (1735) и Королевская высшая музыкальная школа (основана в 1771 как Королевская академия музыки).

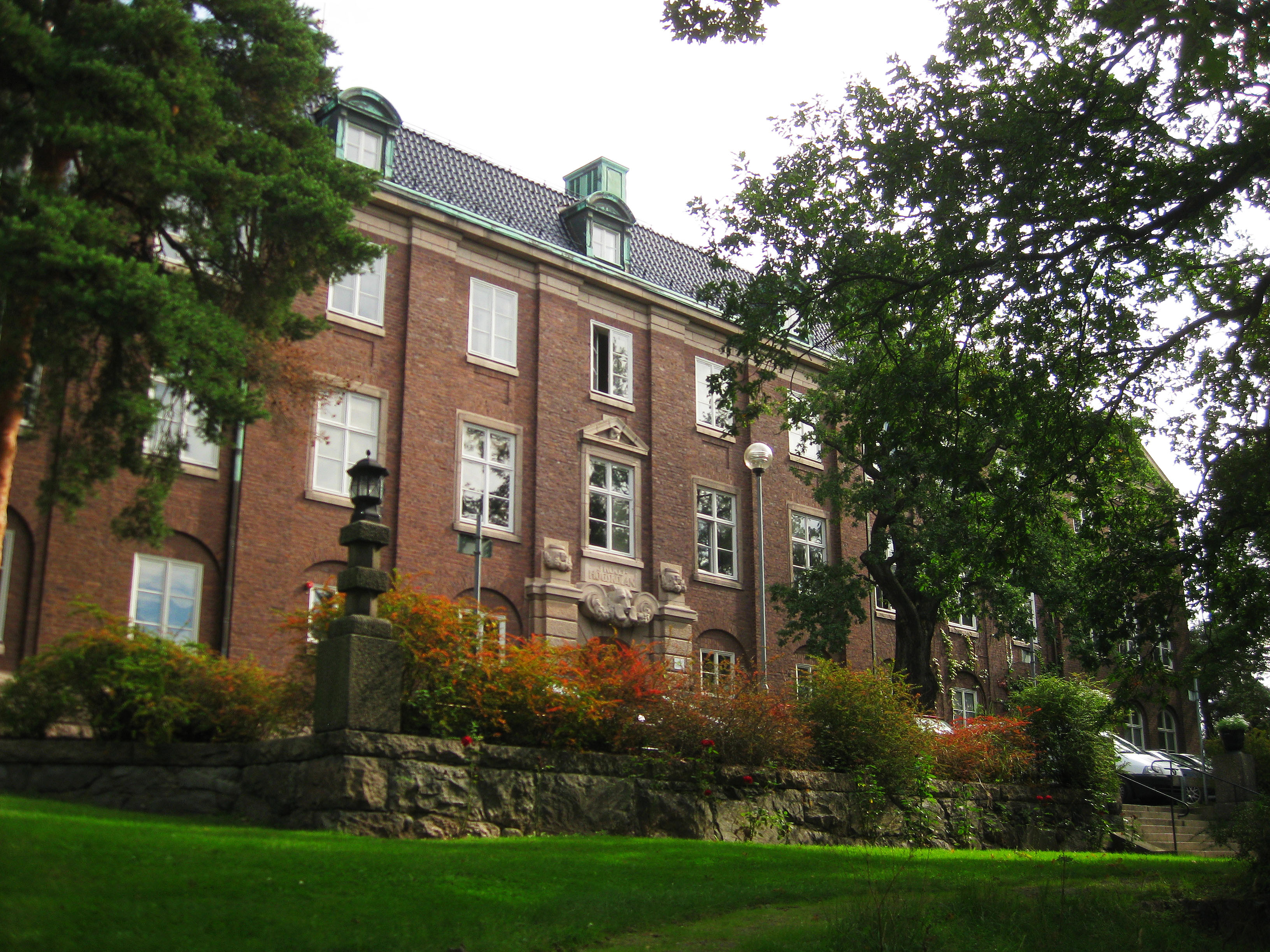
Факультет психологии, Стокгольмский университет

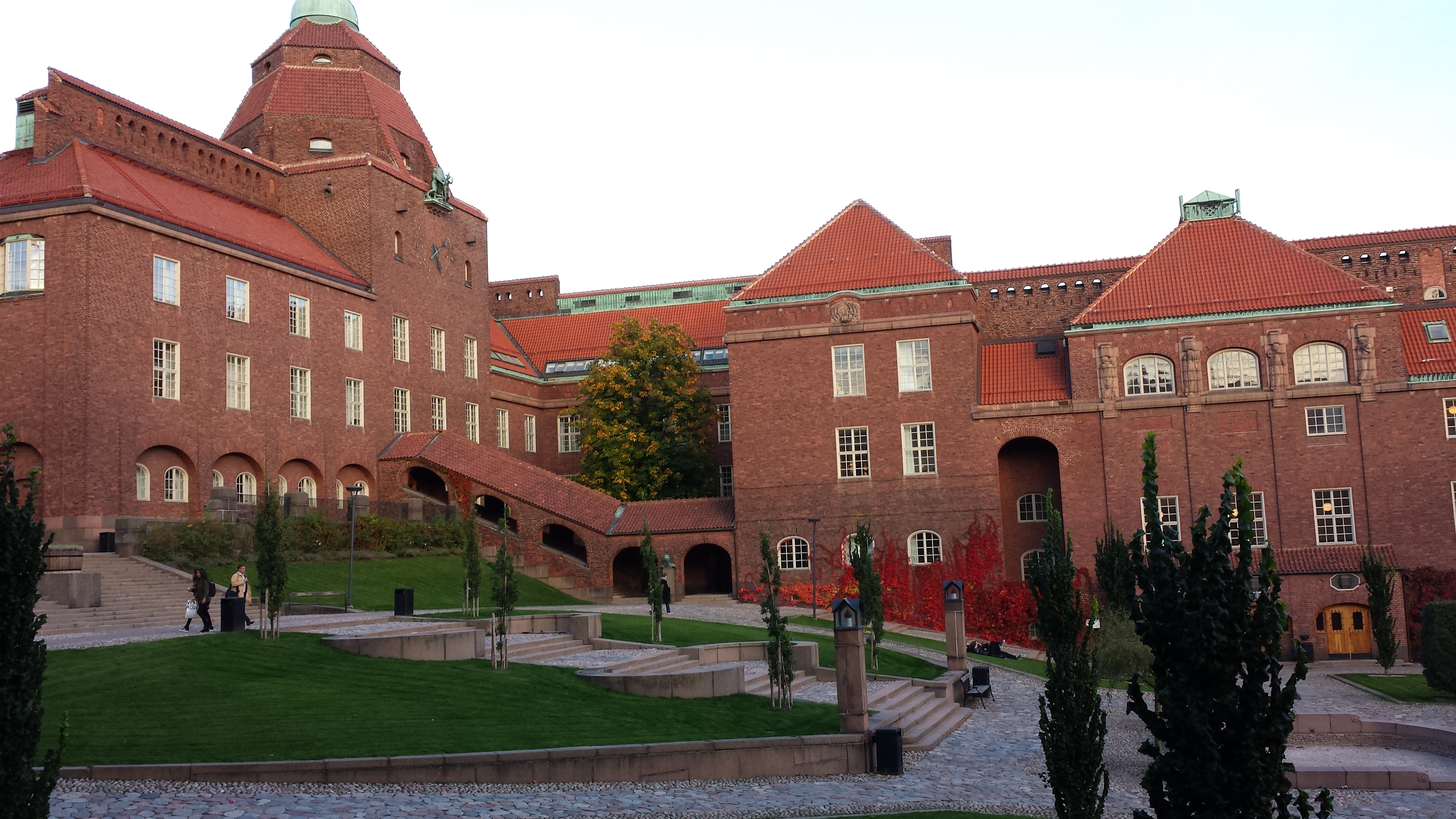
Королевский технологический институт

В 1995 году в южном Стокгольме открылся Университет Сёдертёрна.
Также действуют:
- Военная академия Карлберг, старейшая в мире военная академия (1792);
- Школа дизайна «Констфак» (швед. Konstfack) (1844)
- Университетские колледжи: оперный (1968), хореографический, музыкального образования.
- Стокгольмская школа теологии (Teologiska Högskolan, Stockholm);
- Шведская школа спорта и здоровья (Gymnastik- och idrottshögskolan, или GIH);
- Стокгольмский институт образования (Lärarhögskolan i Stockholm).

В Стокгольме происходит вручение Нобелевской премии.

## Достопримечательности
Главными достопримечательностями Стокгольма являются площадь Стурторьет, Королевский дворец, стокгольмская ратуша, Церковь Святого Николая, Немецкая церковь, Дворянское собрание, здание риксдага, Врангельский дворец.

## Культура
Стокгольм известен своей богатой культурой. Здесь жили и работали знаменитые люди, основывались разнообразные культурные учреждения. В 1998 году он был избран европейской культурной столицей.

### Театры
- Королевская опера (1773);

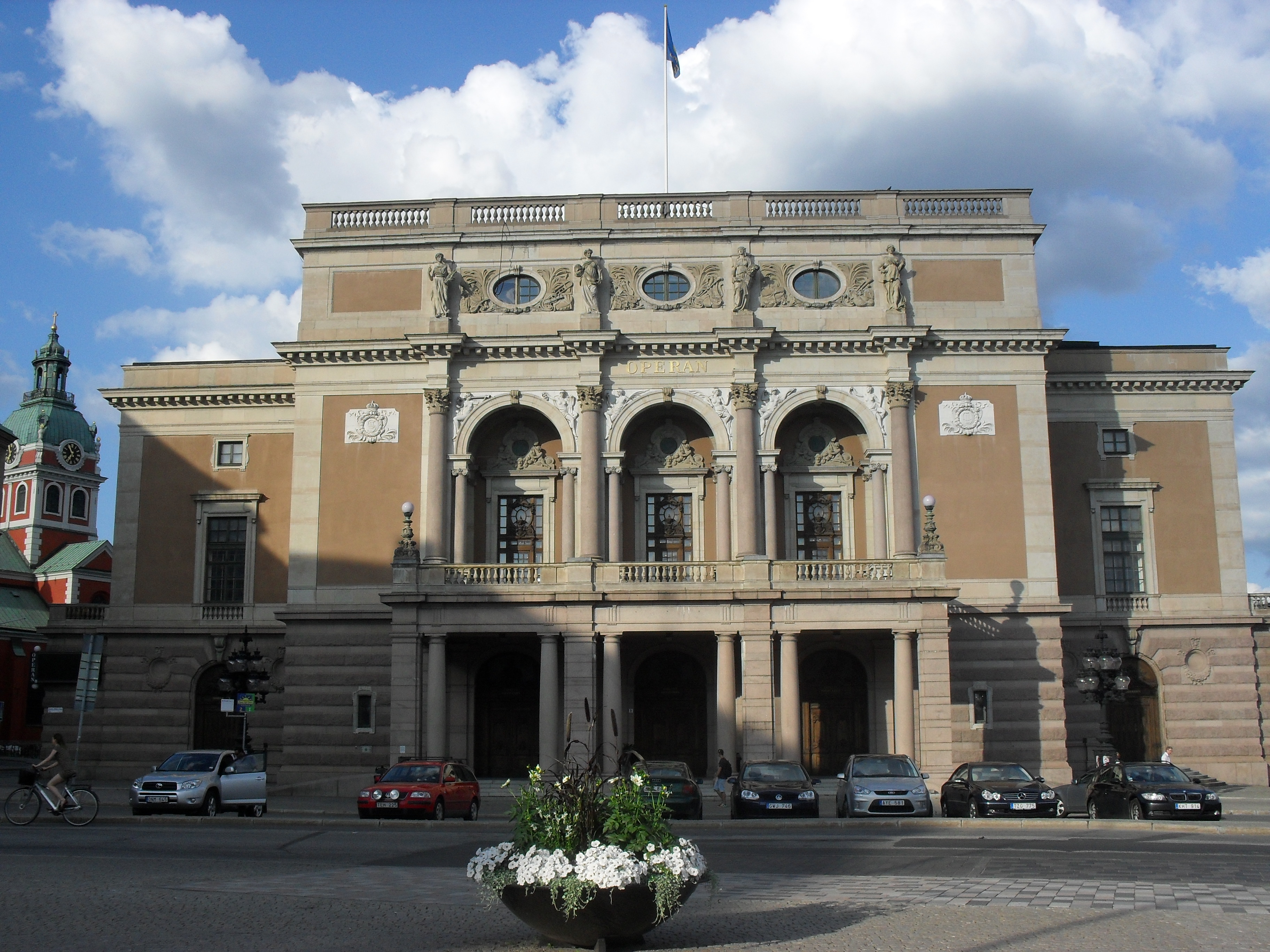
Королевская опера

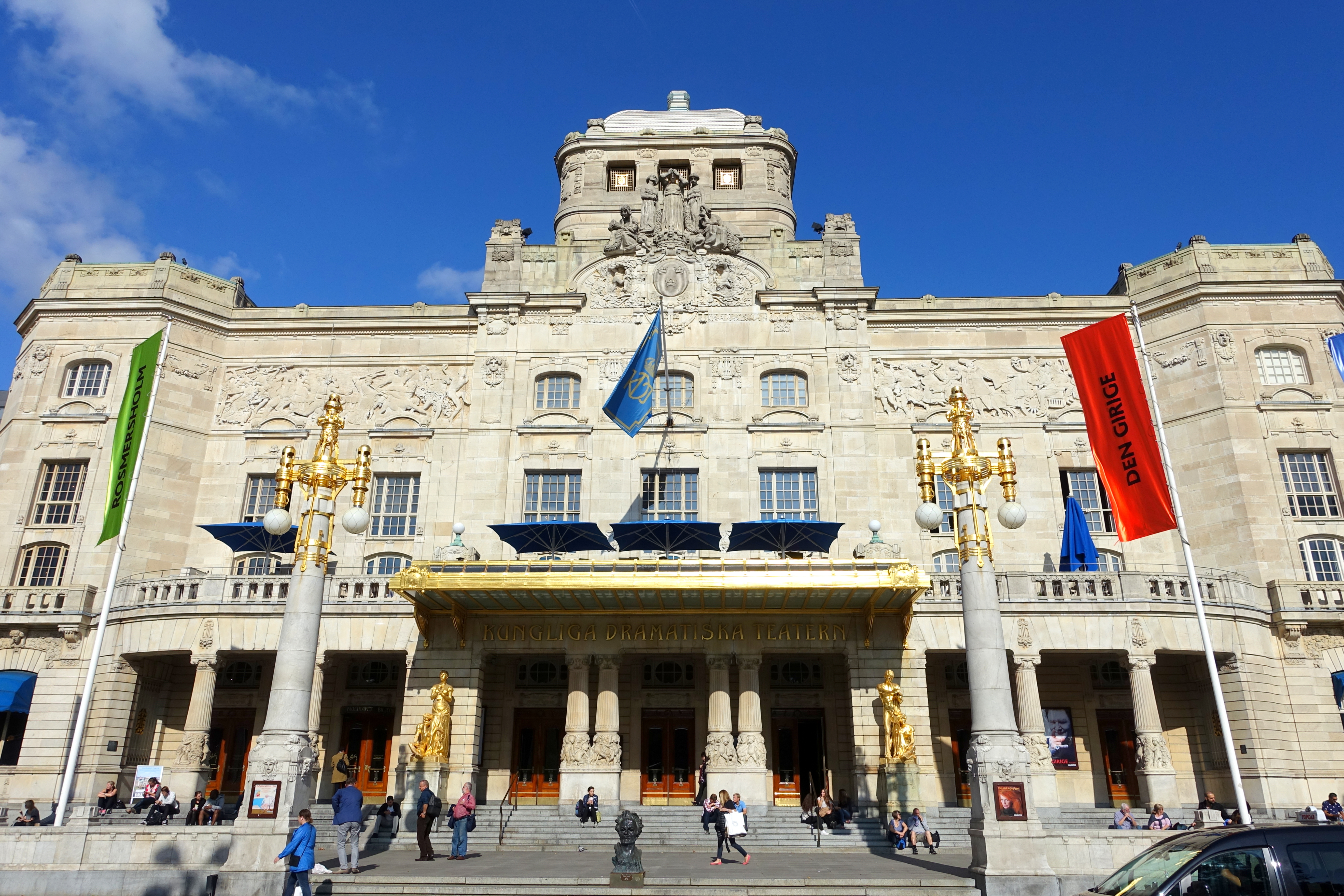
Королевский драматический театр

- Королевский драматический театр (1788);
- Народная опера;
- Стокгольмский театр современного танца;
- Китайский театр;
- Музыкальный театр «Ёета Леён».

### Музеи

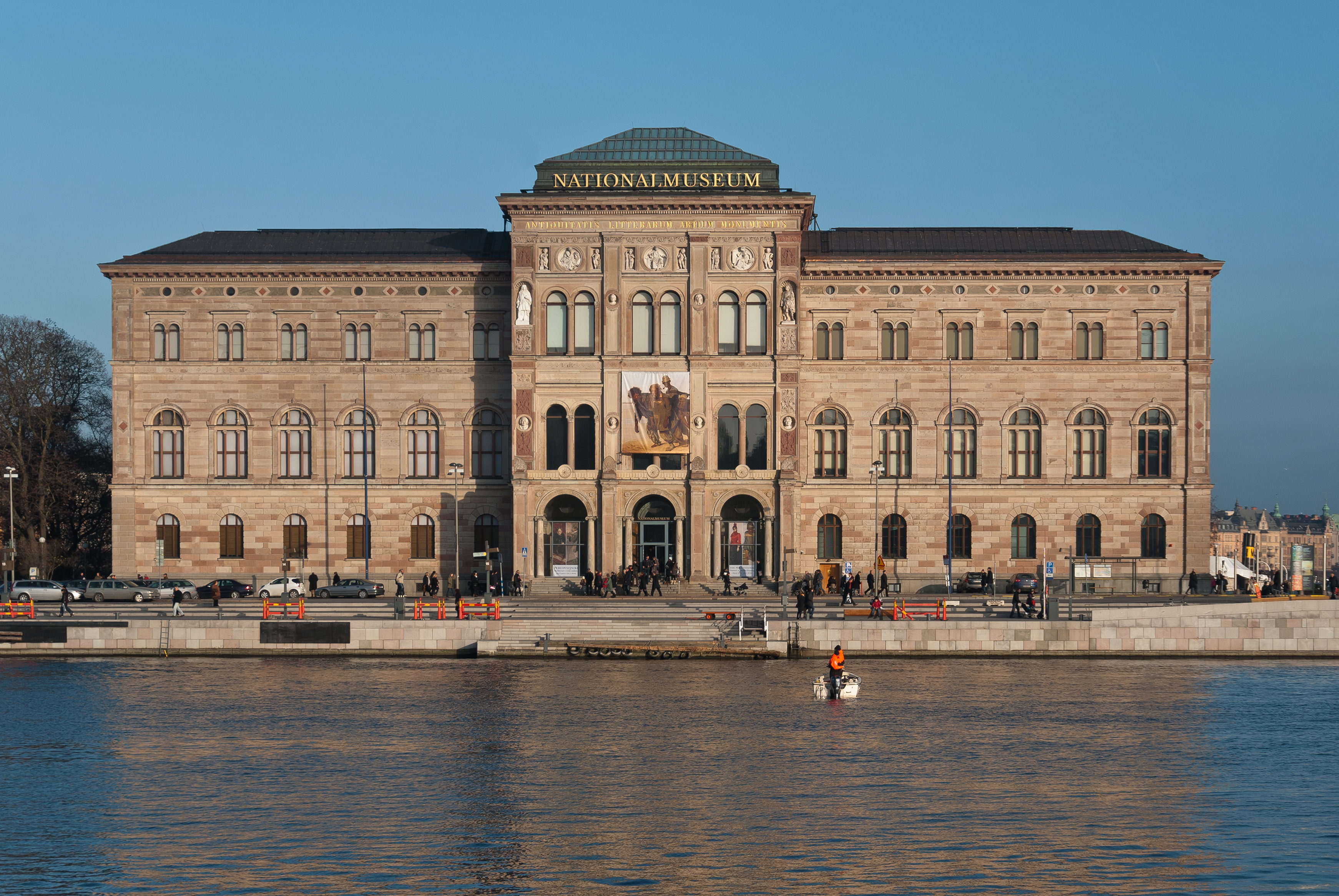
Национальный музей

Стокгольм — известный музейный центр Европы. Всего в городе более 80 музеев, которые ежегодно посещает до 9 миллионов человек.
- Национальный музей Швеции — музей изобразительных искусств, содержит 16 000 картин и 30 000 изделий ручной работы. Коллекция музея была основана во времена Густава Васы, в XVI веке, и пополнялась работами известнейших мировых деятелей искусства, в частности, Рембрандта и Антуана Ватто. Все эти работы вкупе с работами шведских деятелей искусства составили львиную долю шведского культурного наследия. В музее представлены работы Александра Рослина, Андерса Цорна, Юхана Сергеля, Карла Ларссона, Карла Фредрика Хилла, Эрнста Юзефсона и других.
- Музей современного искусства имеет одну из лучших коллекций искусства XX века в Европе. Здесь находятся работы таких авторов, как Пикассо и Сальвадор Дали.
- Скансен — этнографический музейный комплекс под открытым небом, в котором собрано множество зданий из разных регионов Швеции.

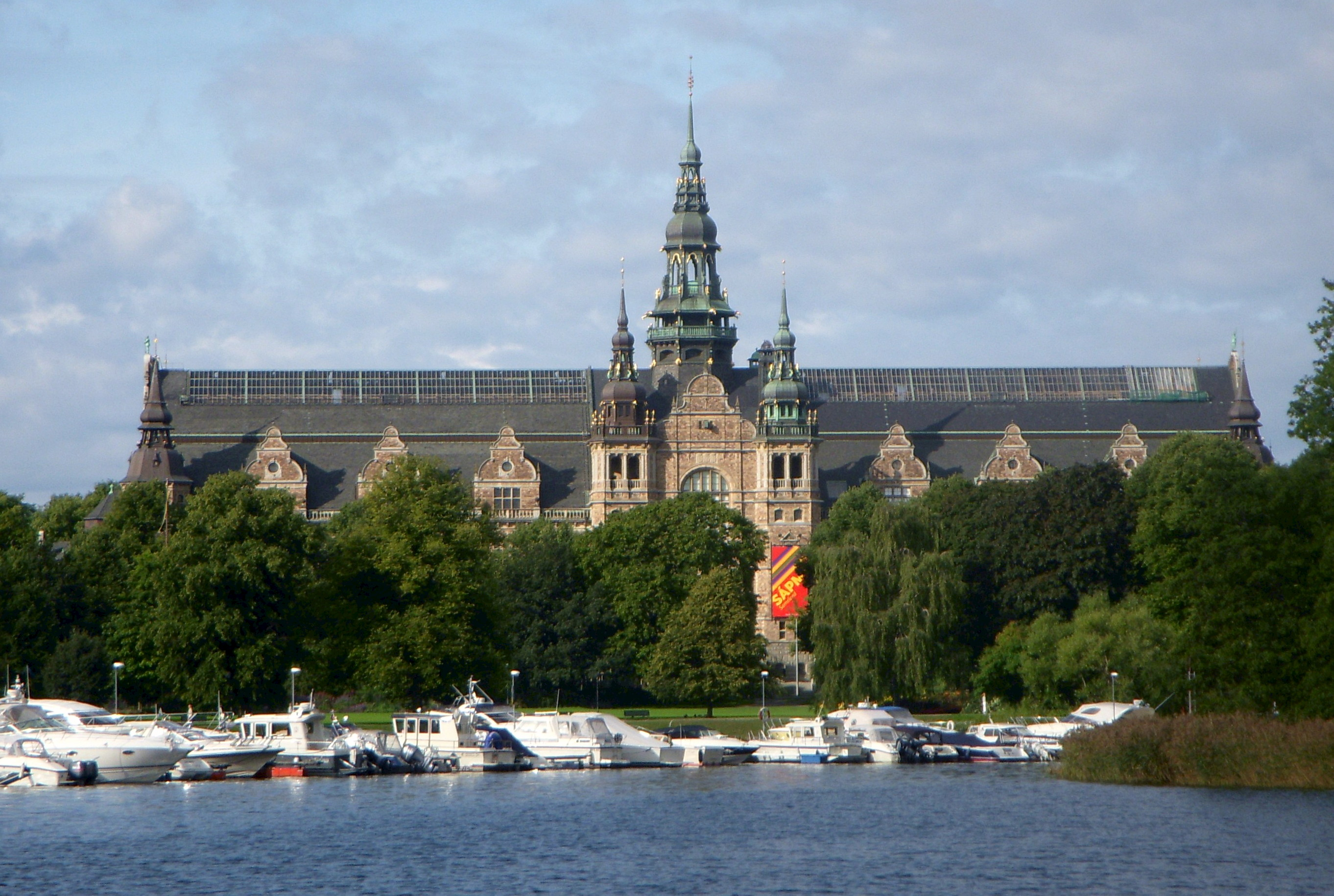
Музей северных стран

- Музей северных странМузей северных стран (Nordiska museet) — музей шведской культуры и этнографии[12].
- Юнибаккен — детский культурно развлекательный центр, посвящённый произведениям Астрид Линдгрен[13].
- Корабль «Ваза» — боевой корабль, затонувший в 1628 году, ныне поднятый на поверхность и функционирующий как музей.Музей «Корабль Ваза»

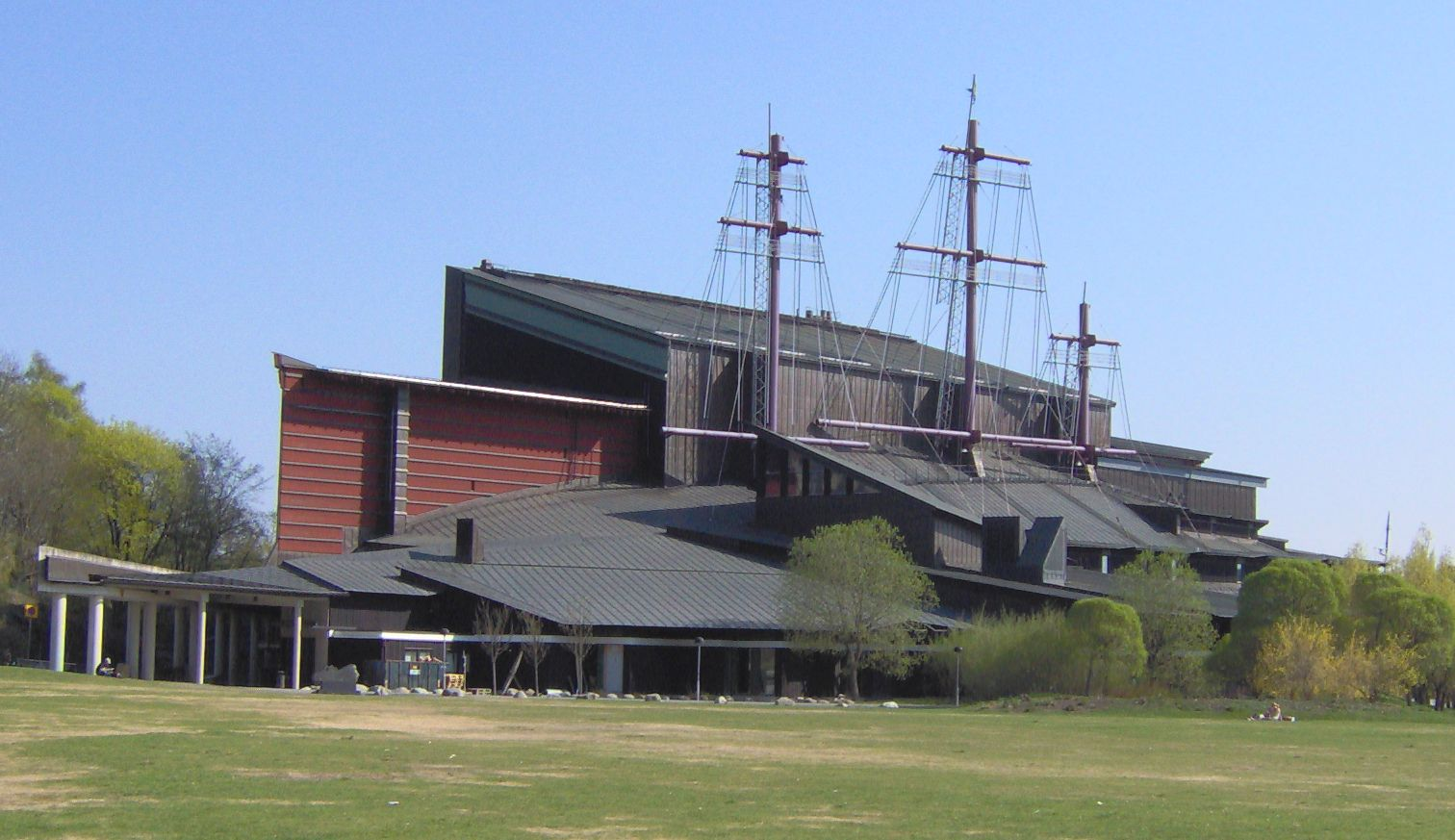
Музей «Корабль Ваза»

- Королевский дворец — действующая резиденция шведской королевской семьи.
- Церковь Риддархольмена — церковь в историческом центре Стокгольма, усыпальница шведских монархов до 1950 года.
- Городской музей Стокгольма.
- Государственный исторический музей;
- Шведский музей естествознания;
- Ливрусткаммарен — самый старый шведский музей, находящийся в подвальном помещении под Кунглига Слоттет (Kungliga Slottet)[14].
- Музей архитектуры расположен на острове Шеппсхольмене[15].
- Дом-музей принца Евгения «Вальдемарсудде» на Юргордене — художественная галерея.
- Нобелевский музей — музей, посвящённый Нобелевской премии, её основателю Нобелю и Нобелевским лауреатам[16].
- Музей транспорта[англ.] содержит огромное количество транспортных средств и рассказывает о развитии общественного транспорта в Стокгольме с XIX века до настоящего времени[17].
- Музей Средневековья (Medeltidsmuseum)
- Музей Средиземноморья[швед.] (Medelhavsmuseet) — археологический музей, в коллекции которого львиную долю составляют артефакты (более двух тысяч терракотовых статуэток и др.) шведской археологической экспедиции[швед.] на Кипр 1927-31 годов. Содержит также античные (древнегреческие и древнеримские) и египетские артефакты.
- Музей сценического искусства (Scenkonstmuseet) — музей театра, хореографии и музыкальных инструментов
- Музей алкоголя (Spritmuseet)[18].
- Музей группы ABBA[19].

В Стокгольме жили и работали известный поэт и композитор Карл Микаэль Бельман (1740—1795), драматург и художник Август Стриндберг (1849—1912) и новеллист Яльмар Сёдерберг (1869—1941), детская писательница Астрид Линдгрен (её памяти посвящён музей). Существенный вклад в шведскую культуру внесли стокгольмец, лауреат нобелевской премии по литературе Эйвинд Юнсон (1900—1976), популярный поэт и композитор Эверт Тоб (1890—1976). Новеллист Пер Андерс Фогельстрём (1917—1998) написал серию исторических рассказов о жизни в Стокгольме в XIX и середине XX века.
В XVI веке шведскими королями начала собираться коллекция книг, манускриптов и географических карт, ныне это собрание известно как Национальная библиотека Швеции, 17-я по величине библиотека мира и 10-я — Европы.

### Фестивали и конкурсы
В городе проходят многочисленные фестивали, в том числе
- Стокгольмский международный кинофестиваль
- Балтийский фестиваль,
- Стокгольмский фестиваль старинной музыки
- Стокгольмский джазовый фестиваль
- Фестиваль современного искусства Sound of Stockholm
- Фестиваль поп-музыки Popaganda.

В 1975, 2000 и 2016 годах в Стокгольме проходил конкурс песни «Евровидение».

## Архитектура

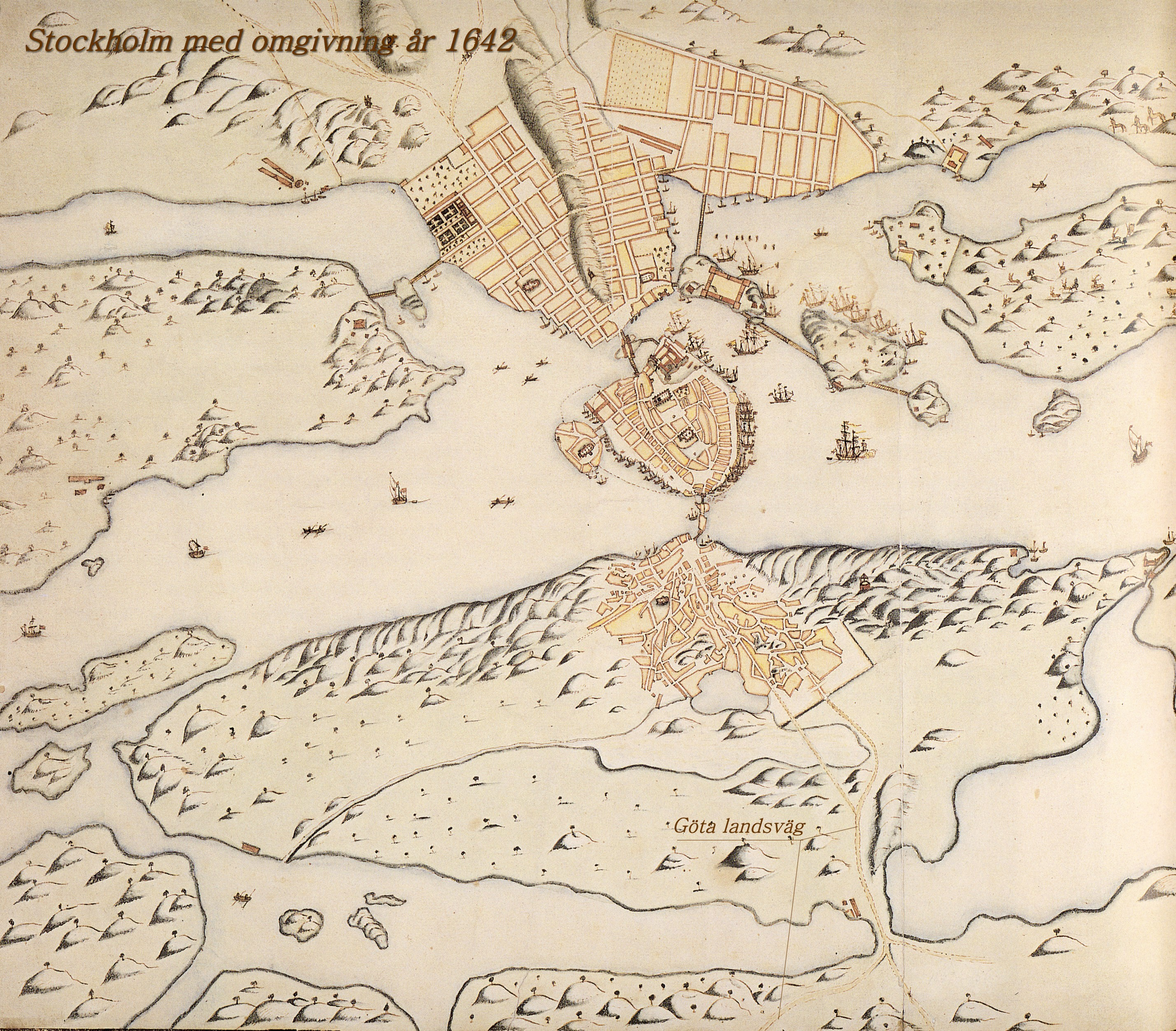
План Стокгольма, 1642 год

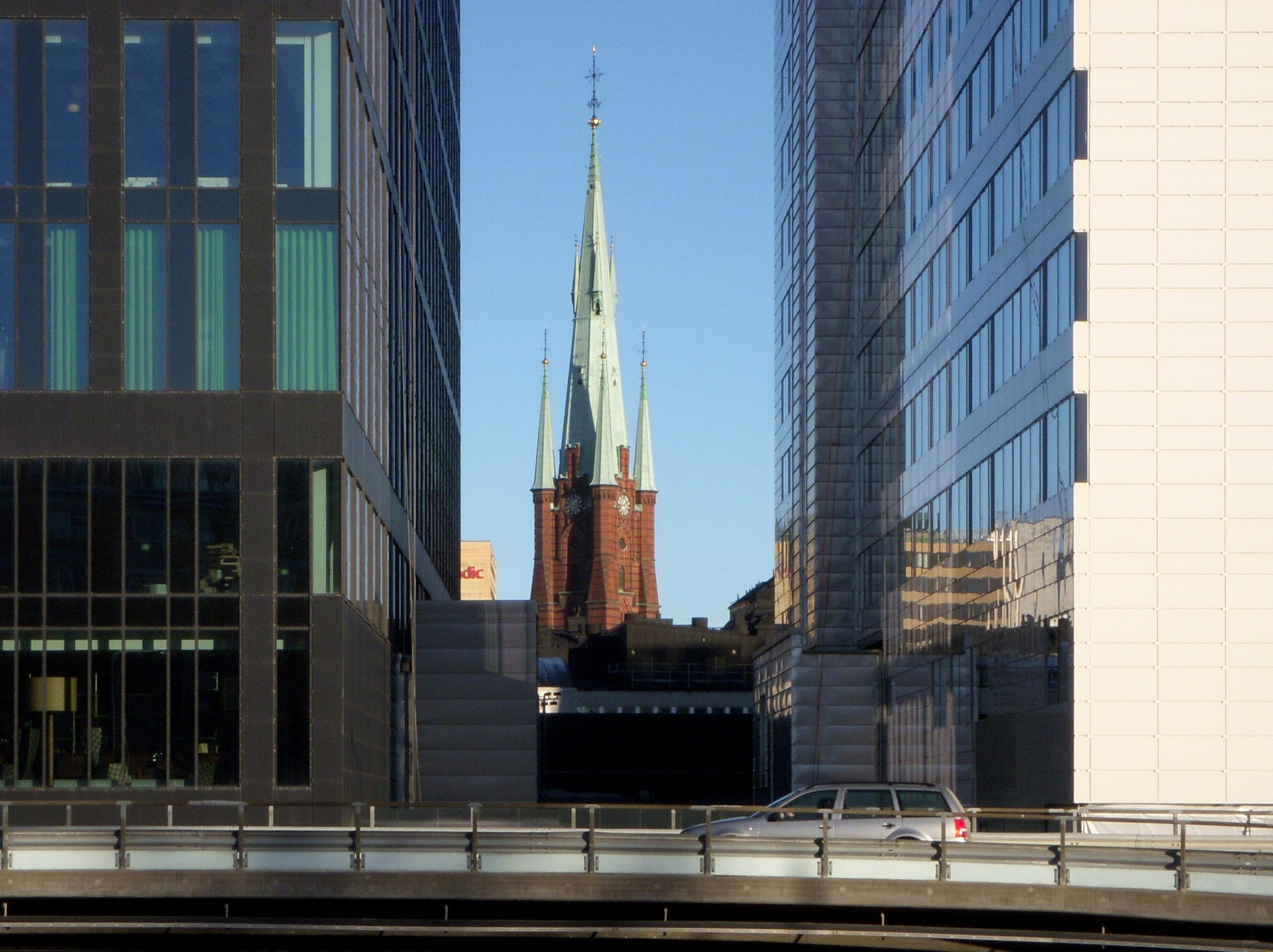
Шпиль церкви Святой Клары, самый высокий в Стокгольме

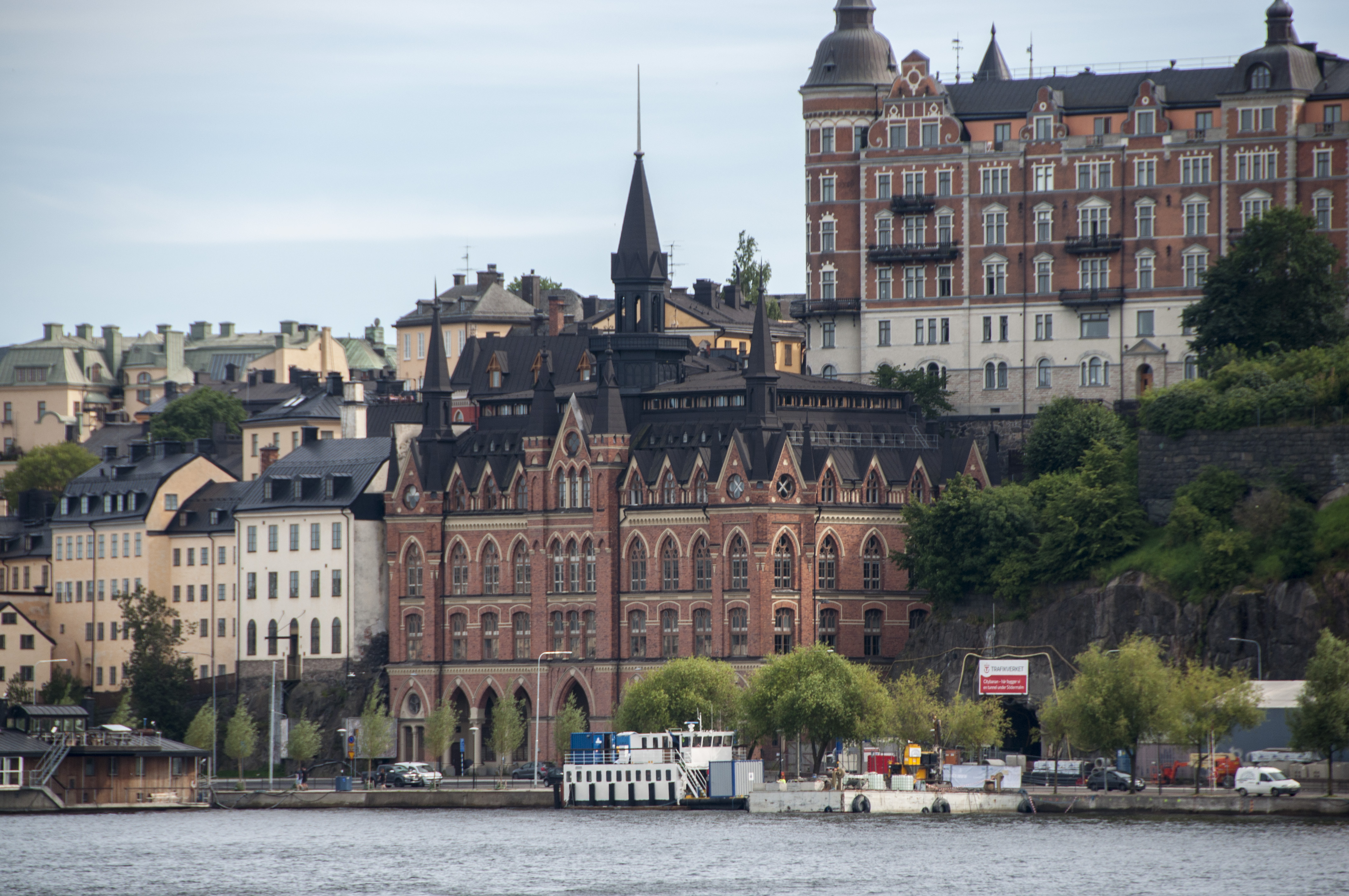
Вид из Старого города на Сёдермальм со зданием Марияхиссен и Дом Лаурина

Самый старый район города именуется Гамластан и расположен на маленьком острове в самом центре города. Здесь можно найти места, с которых начиналось строительство Стокгольма. Здесь располагаются достаточно известные здания, такие как Немецкая церковь, а также различные особняки и дворцы: Дом старейшин, особняк Бунде, особняк Тессинов и дворец Оксеншерны. Самым старым зданием города является Риддархольмская церковь, построенная в XIII веке. Пожар 1697 года уничтожил главный средневековый замок города Тре-Крунур, а Стокгольмский королевский дворец был перестроен в стиле барокко. Стокгольмский собор являлся центром Стокгольмской епархии наравне с бывшим замком. Несмотря на то, что основан собор был в XIII веке, пять столетий спустя он был радикально перестроен и не считается древним строением. Он также оформлен в стиле барокко.
Активное расширение города началось ещё в XV веке. Тогда Стокгольм вышел за границы нынешнего старого города. Сейчас лишь единицы зданий доиндустриальной эпохи можно найти в Сёдермальме. Во времена индустриализации страны столица Швеции росла достаточно быстро, архитектурные планы развития города были заимствованы у крупных европейских городов: Берлина и Вены. В это время в городе появилось много зданий, которые можно увидеть по сей день. Была основана Шведская королевская опера, развивались постройки для богатых людей в Страндвегене.
Начало XX века ознаменовалось всплеском патриотических настроений, в том числе в архитектуре. В поисках национальной идентичности архитекторы воспроизводили элементы шведских зданий как эпохи средневековья, так и ренессанса. Наиболее заметным зданием в центре города стала Стокгольмская ратуша, возведённая в 1911—1923 годах по проекту Рагнара Эстберга (швед. Ragnar Östberg). В ней по сей день заседает городское самоуправление, она также является туристическим объектом, где ежедневно проводятся экскурсии. В ратуше проходит банкет в честь вручения Нобелевской премии, которое происходит в Концертном зале. В эти же годы была построена одна из высотных доминант города: церковь Энгельбректа.
В 1930-е годы по новаторским проектам Гуннара Асплунда были созданы Стокгольмская общественная библиотека и Лесное кладбище. Услугами библиотеки может абсолютно бесплатно воспользоваться каждый обладатель шведского ИНН или учащийся вуза Большого Стокгольма. Лесное кладбище — единственный памятник Всемирного наследия, расположенный в пределах шведской столицы.
В 1930-х годах модернизм был символом развития и расширения Стокгольма. Были возведены новые жилые районы, как, например, Йердет. Промышленное производство построило мануфактуры в Кварнхольмене, который расположен около района Накка. В 1950-х годах развитие пригородов получило новый импульс, так как появился метрополитен. Быстро поднялись районы Веллингбю и Фарста. В 1960-х годах развитие этих районов продолжалось, но бывшие блоки, в которых жили рабочие, а также заводские помещения стали вызывать недовольство простых стокгольмцев.
Естественно, быстрое развитие окраин не означало, что центр города прекратил меняться. В центре была построена площадь Сергельсторг, на которой расположились 5 башен бизнес-центров. Для строительства этой площади в 1960-х годах был расчищен центр города, что привело к полной ликвидации находившегося там рынка. в это время были основаны городской театр и Национальный банк Швеции. Строительством этих зданий занимался Петер Цельсинг.
Среди достопримечательностей: Голубые ворота, Стокгольмская ратуша, Катаринахиссен (подъёмник со смотровой площадкой), стокгольмская телебашня, Эрикссон-Глоб (Глобус Эрикссона), самое большое сферическое строение в мире диаметром 110 метров и высотой потолков 85 метров, видимое с большого расстояния, парк развлечений Грёна-Лунд. синяя линия метрополитена.
|        |                    |         | |
| Ратуша | Королевский дворец | Риксдаг | Площадь Густава II Адольфа. В центре — старинный конный памятник королю (скульпторы П.-Ю. Л’Аршевек и Ю. Т. Сергель). |

## Спорт
Френдс Арена